# 吴山镇 (长丰县)
吴山镇，是中华人民共和国安徽省合肥市长丰县下辖的一个乡镇级行政单位。

## 行政区划
吴山镇下辖以下地区：
百花社区、井岗社区、五十埠社区、东岗村、桥冲村、高岗村、牌碑村、四墩村、王楼村、楼南村、楼西村、胜岗村、车左村、官府村、梨园村、岗楼村、涂郢村和薛店村。